# John P. Mullen
John P. Mullen  (* 1955) ist ein australischer Logistik-Manager. Er war bis Februar 2009 Mitglied des Vorstands der Deutschen Post AG.
Nach Erreichen des GCE O-Levels und A-Levels (entspricht Abitur) 1973 in Großbritannien besuchte er bis 1978 die Universität Surrey im Studiengang „Management im Hotel-, Gaststätten- und Tourismusgewerbe“ (Bachelor of Science). Mullen war von 1994 bis 2002 externer Berater der Deutschen Post. Während dieser Zeit war er zugleich Inhaber und Leiter des Privatunternehmens „Brockham“. 2002 wurde er Chief Executive Officer „DHL Express Asia Pacific“. 2005 wurde Mullen als Nachfolger von Uwe Dörken Vorstandsmitglied für das Unternehmensressort „Express“ der Deutschen Post bestellt.